# Danish Kaneria
Danish Prabha Shanker Kaneria (Carachi, 16 de dezembro de 1980) é um jogador de críquete do Paquistão.